# Dan (tribù)
Dan è il quinto figlio di Giacobbe, che ebbe da Bila, ancella di Rachele.

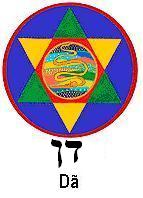
Simbolo della tribù di Dan

Dan è anche il nome della tribù israelitica che da questi discende.

## Benedizione del padre Giacobbe
Secondo il Khizkunì era raffigurata un'aquila ma Isaac Abrabanel afferma che potrebbe essere raffigurata un'associazione di diversi animali in una sola immagine simile quindi ad una specie di drago alato.
Nella Bibbia, troviamo che Mosè fece innalzare un serpente di bronzo (Nehustan, Numeri 21:4-9): chi lo guardava veniva sanato da un'epidemia, causata da serpenti velenosi nell'accampamento. Nel santuario di Dan fu oggetto di culto finché lo proibì Ezechia, re di Giuda. 

Per una "simmetria" storica del progetto divino, ciò anticiperebbe il sacrificio di Gesù Cristo nella morte di croce:
(Gv 3:14-15)

## Altri riferimenti biblici
Benedizione di Mosè alle tribù di Israele:
e il fuoco divori i tuoi cedri.
2 Urla, cipresso, perché il cedro è caduto,
gli splendidi alberi sono distrutti.
Urlate, querce di Basan,
perché la foresta impenetrabile è abbattuta!
3 Si ode il lamento dei pastori,
perché la loro gloria è distrutta!
Si ode il ruggito dei leoncelli,
perché è devastata la magnificenza del Giordano!»
(Zaccaria, 11, 1-3)
Altro riferimento biblico a Bascian (o Bashan, Basàn) è in 1Cronache 5:
(1Croache 5:11)
(1 Cronache 5:16)
 Oltre ai due passi che lo pongono territorio delle tribù dei figli di Gad, fra i quali compare il nome di Gog, abbiamo:
(1Cronache 5: 23)
 Baal-Hermon è luogo citato anche in Giudici 3:3. Come il territorio denominato di Bashàn, Senìr, così pure Baal-Hermon ha una localizzazione incerta, posta dagli studiosi fra il nord di Israele e il sud del Libano. 

Riferimenti per una localizzazione sono: Salca (Salkah), regione montuosa a est del Giordano, la pianura di Sharon, il territorio attribuito alla tribù di Ruben in vicinanza del fiume Eufrate:
(1 Cronache 5, 9)
Dio, per tramite di Mosè, diede incarico a vari artisti e artigiani di costruire l'Arca dell'Alleanza e il suo santuario. Essi erano guidati da due maestranze: Bezaleel, figlio di Uri, figlio di Cur, della tribù di Giuda, e da Ooliab, figlio di Achisamach, della tribù di Dan, che era intagliatore, decoratore e ricamatore di porpora viola, porpora rossa, scarlatto e bisso.(Esodo, 35:30-35; 38:22).
La tribù di Dan non compare tra le dodici di AP 7,5-7. Al suo posto, è menzionata la tribù di Manasse tra quelle da cui proverranno i 144,000 salvati alla fine dei tempi.

## Il figlio di Giacobbe
Giacobbe aveva due mogli, Rachele, più amata, ma sterile, e Lia, molto fertile: i primi quattro figli di Giacobbe furono concepiti da Lia. Allora Rachele fece unire suo marito con la sua ancella personale, e naturalizzò i figli che questa concepì: Dan e Neftali
Quindi Dan è il primo figlio di Rachele, e lei dice finalmente JHWH mi ha fatto giustizia, da dnh, "giustizia".

## Tribù di Dan
Dan ebbe in eredità due parti della Terra Promessa secondo Giosuè 19,40-48, poste al Nord. Il nome di Dan venne dato anche a due città in questo territorio. Si prese la consuetudine di indicare il territorio di Israele con la frase "da Dan fino a Beer-Sheba", cioè da N a S.
Della confederazione delle tribù del Nord, durante il periodo regale, Dan era una delle più importanti e numerose, con Manasse ed Efraim.
In Ezechiele 48,32 il ritorno dall'esilio prevede tutte le tribù, ognuna con la sua eredità, la sua terra. In tutto l'elenco prevede 12 tribù più Levi, che non ha eredità poiché Dio è il suo possesso; è un "disperso" (cfr anche Kohanim) dei gruppi d'Israele (Gn 49).

## Teorie e testi non canonici ebraici
Dan è invece l'unica tribù a non venir menzionata nell'elenco dell'Apocalisse, capitolo 7 versetti 5-8. Le tesi proposte sono molte.
Nella mistica l'importante è che il numero complessivo delle tribù sia dodici, infatti nel corso dei secoli alcune tribù sono scomparse e sono state sostituite da altre (vedi Dina (Bibbia)).
E dodici sono le tribù comprese nell'elenco dell'Apocalisse: vi è Levi e anche Simeone, dispersa già all'epoca dei Giudici nonché Giuseppe, al posto di Efraim.

## Somiglianza della radice DN con altre lingue e culture
La parola dan o assonanti, si ritrova sparsa in tutta l'Europa e l'area del Mediterraneo: nei nomi di numerosi fiumi, (Don, Danubio, Dnjepr, nello stretto dei Dardanelli) e nei nomi di alcuni popoli SharDana(Danai, Danesi, Danuna).
Sulla base di questa somiglianza linguistica alcuni, a partire da Robert Graves, ipotizzano una qualche parentela etnica. Graves in particolare accosta semplicemente la radice dn all'acqua, l'unica cosa che potrebbe accomunare questi toponimi. Altri la fanno derivare dal sumero dun, "padrone" o dall'accadico danu, "potente".